# 박명언
박명언(朴明彦, 1873년 6월 16일 ~ 1948년 8월 27일)은 대한민국의 독립운동가이다. 본관은 밀양(密陽), 아명(兒名)은 박상원(朴尙園), 호(號)는 산남(山南).
1990년 3월 1일, 대한민국 건국훈장 애족장이 추서되었다.

## 생애
경상북도 칠곡(漆谷) 출생인 그는 1892년 음서로써 대한제국 조선 황조 관료직에 천거되어 이후 1909년까지 17년까지 영남 지방과 강원도 지방과 호남 지방에서 군서기관 직을 지내었고 1909년 전라남도 영광군 군서기관 직을 끝으로 대한제국 관료직 사퇴 이후 경상북도 칠곡에 낙향을 하였으며 그 후 향교 성리학 수장 등을 지낸 그는 1919년 경상북도 칠곡군 인동면 진평리(慶尙北道 漆谷郡 仁同面 眞坪里)의 이상백(李相栢)을 중심으로 이영식(李永植)·이내성(李乃成) 등 동지 수명과 함께 독립만세운동을 계획에 참가하였다. 1919년 3월 7일 대구 계성학교(啓聖學校) 학생이었던 경상북도 칠곡 출신의 이영식은 독립선언서 20여매를 가지고 이상백 등을 찾아와 동지들을 모이게 하여 상의하고 태극기를 만들었다. 그는 동리에 독립선언서를 내붙였고 3월 12일 오후 8시 뒷산 마루에서 대한 독립 만세를 부른다는 사실을 동리 사람들에게 알렸다. 1919년 3월 12일 이날 오후 8시가 되자 동민들은 뒷산 기슭으로 속속 모여들어 그 수는 300명에 달하였고, 그를 비롯한 주동인물들의 선창에 따라 독립만세를 외쳤다. 이들은 밤이 깊도록 만세를 부르다가 급히 출동한 일군경에 의해 주동 인물 8명이 검거되고 강제 해산 조치 처분되었으나, 그후에도 이들의 저항 의식은 더욱 높아갔다. 그는 1919년 3월 14일 오후 9시경에 2백 여명 동민과 아울러 동리 뒷산 기슭에서 다시 대한 독립 만세를 부르고 시위를 전개하였다. 2차에 걸친 대한 독립 만세 운동으로 그는 많은 주동 인물들과 함께 일경에 피체되었으며 재판에 회부된 인사들만도 무려 20여명에 달하였다. 그는 이해 4월 25일 대구지방법원에서 소위 보안법 위반으로 징역 10월형을 언도 받아 1년여의 옥고를 치렀으며 1920년 3월 25일을 기하여 석방되었고 이후 1922년에서 1929년까지 중화민국 장쑤 성 상하이에서 한국독립당 행정위원 직을 지냈으며 1931년에서 1932년까지 1년간 한국독립당 상임고문 직을 지내다가 사퇴한 이후 1934년 대한조선제국에 귀국을 하였고 1945년 조선 광복 이후 1946년 한국독립당 재복당을 하여 1946년에서 1947년까지 1년간 한국독립당 대표최고위원 직을 지냈으며 1947년 한국독립당을 마지막 탈당하였다.

## 주요 경력
- 前 조선국 경상도 월성군 군서기관(1892년 ~ 1893년)
- 前 조선국 강원도 인제군 군서기관(1893년 ~ 1897년)
- 前 대한제국 강원도 인제군 군서기관(1897년 ~ 1899년)
- 前 대한제국 전라남도 제주군 군서기관(1899년 ~ 1902년)
- 前 대한제국 경기도 연천군 군서기관(1902년 ~ 1903년)
- 前 대한제국 충청북도 영동군 군서기관(1903년 ~ 1905년)
- 前 대한제국 전라남도 신안군 군서기관(1905년 ~ 1906년)
- 前 대한제국 전라남도 영광군 군서기관(1906년 ~ 1909년)